# Shangri-La Shower
- ラブライブ! > μ's > Shangri-La Shower
- ラブライブ! > ラブライブ!のディスコグラフィ > Shangri-La Shower

「Shangri-La Shower」（シャングリラシャワー）は、μ'sによるシングル。PlayStation Vita向けリズムアクションゲーム『ラブライブ! School idol paradise』主題歌。2014年10月1日にLantisから発売された。

## 概要
表題曲の「Shangri-La Shower」は『ラブライブ! School idol paradise』シリーズ3タイトルの主題歌として製作され、3タイトルの共通曲として収録されている。
カップリング曲「るてしキスキしてる」はタイトルが回文とされている。
初回生産分には『ラブライブ! School idol paradise』の水着コスチュームが入手できるプロダクトコードが封入されている。
キャッチコピーは「私たちと、あなただけの、最高のParadiseへ！」

## チャート成績
9月30日付のオリコンデイリーランキングでは5位にランクイン。翌日の10月1日付では3位にランクインした。10月13日付のオリコン週間ランキングでは初動2.8万枚を売り上げ、週間5位にランクインした。
サウンドスキャンの週間ランキングでは2作連続となる1位を獲得した。また、ビルボードのHot Animationにおいても4作連続となる1位を獲得。

## 収録曲
（全作詞：畑亜貴）
- CD

1. Shangri-La Shower [5:14]
  - 作曲・編曲：倉内達矢
  - 『ラブライブ! School idol paradise』主題歌
  - 元気な夏をイメージした明るいサンバ調の曲。
2. るてしキスキしてる [5:35]
  - 作曲・編曲：佐伯高志
  - 表題曲とは対照的に、ミステリアスな雰囲気の夏ソング。
3. Shangri-La Shower (Off Vocal) [5:14]
4. るてしキスキしてる (Off Vocal) [5:33]

## 収録アルバム
| 曲名               | アルバム                                    | 発売日        | 備考           |
| ------------------ | ------------------------------------------- | ------------- | -------------- |
| Shangri-La Shower  | 『μ's Best Album Best Live! Collection II』 | 2015年5月27日 | ベストアルバム |
| るてしキスキしてる | 『μ's Best Album Best Live! Collection II』 | 2015年5月27日 | ベストアルバム |